# Canton de Bacqueville-en-Caux
Le canton de Bacqueville-en-Caux est une ancienne division administrative française située dans le département de la Seine-Maritime et la région Haute-Normandie.

## Géographie
Ce canton était organisé autour de Bacqueville-en-Caux dans l'arrondissement de Dieppe. Son altitude variait de 11 m (Avremesnil) à 146 m (Auzouville-sur-Saâne) pour une altitude moyenne de 83 m.

## Représentation

### Conseillers généraux de 1833 à 2015
- De 1833 à 1848, les cantons de Bacqueville et de Longueville avaient le même conseiller général. Le nombre de conseillers généraux était limité à 30 par département.

| Période      | Période      | Identité                           | Étiquette                        | Qualité                                                                             |
| ------------ | ------------ | ---------------------------------- | -------------------------------- | ----------------------------------------------------------------------------------- |
| 1833         | 1873 (décès) | Stanislas Lédier                   | Majorité dynastique Bonapartiste | Propriétaire, maire de Bacqueville-en-Caux député (1852-1869)                       |
| 1873         | 1892         | Hippolyte Rouland                  | Centre gauche                    | Trésorier-payeur général à Évreux Sénateur (1892-1898)                              |
| 1892         | 1937 (décès) | Julien Rouland (fils du précédent) | URD                              | Député (1898-1906) sénateur (1912-1927) Maire de Bertreville-Saint-Ouen (1892-1937) |
| 1937         | 1940         | Léon Grésil (1896-1978)            | Rad.                             | Dactylographe, Lammerville                                                          |
|              |              |                                    |                                  |                                                                                     |
| 1945         | 1955         | Léon Grésil                        | Rad.                             | Dactylographe, Lammerville                                                          |
| 1955         | 1962 (décès) | Adrien Desmarais                   | DVD                              | Maire de Luneray (1953-1962)                                                        |
| 10 juin 1962 | 1973         | Léon Grésil                        | Rad. puis MRG                    | Dactylographe, Lammerville                                                          |
| 1973         | 1979         | Jean Poulain (1913-2002)           | UDF-MDSF                         | Cultivateur Maire de Bacqueville-en-Caux (1965-1983)                                |
| 1979         | 1985         | Jean-Yves Merle (1943-2020)        | PS                               | Cadre, Gueures Élu en 1988 dans le canton de Notre-Dame-de-Bondeville               |
| 1985         | 2004         | Daniel Renault                     | RPR puis UMP                     | Industriel Maire de Luneray (1983-2003)                                             |
| 2004         | 2015         | Martial Hauguel                    | DVD                              | Chef d'entreprise Maire de Luneray (depuis 2003)                                    |

### Conseillers d'arrondissement (de 1833 à 1940)
Le canton de Bacqueville avait deux conseillers d'arrondissement.
| Période                                  | Période      | Identité             | Étiquette   | Qualité |
| ---------------------------------------- | ------------ | -------------------- | ----------- | --- |
| 1833                                     |              | M. Biville           |             | Négociant à Royville, juge de paix                                                                          |
| 1833                                     | 1848         | Pierre Poullard ainé |             | Négociant à Luneray                                                                                         |
| 1848                                     | 1855         | Jacques Poullard     |             | |
| 1855                                     | 1874         | Auguste Néel         |             | Propriétaire à Luneray                                                                                      |
| 1874                                     | 1886         | H. Néel              | Républicain | |
| 1886                                     |              | Émile Poullard       | Républicain | Fabricant d'huile, négociant, maire de Luneray                                                              |
| 1894                                     | 1899 (décès) | Frédéric Ouvry       | Républicain | Cultivateur, maire d'Auppegard                                                                              |
| 1900                                     | 1937         | Jules Morel          | Républicain | Maire de Bacqueville                                                                                        |
| 1937                                     | 1940         | Robert Varin         | Droite      | Médecin, maire de Luneray                                                                                   |
| 1940                                     |              |                      |             | Les conseils d'arrondissement ont été suspendus par la loi du 12 octobre 1940 et n'ont jamais été réactivés |
| Les données manquantes sont à compléter. |              |                      |             | |

## Composition
Le canton de Bacqueville-en-Caux regroupait 25 communes et comptait 10 375 habitants (recensement de 1999 sans doubles comptes).
| Communes             | Population (2012) | Code postal | Code Insee |
| -------------------- | ----------------- | ----------- | ---------- |
| Auppegard            | 561               | 76730       | 76036      |
| Auzouville-sur-Saâne | 137               | 76730       | 76047      |
| Avremesnil           | 873               | 76730       | 76050      |
| Bacqueville-en-Caux  | 1 640             | 76730       | 76051      |
| Biville-la-Rivière   | 107               | 76730       | 76097      |
| Brachy               | 683               | 76730       | 76136      |
| Gonnetot             | 143               | 76730       | 76306      |
| Greuville            | 315               | 76810       | 76327      |
| Gruchet-Saint-Siméon | 661               | 76810       | 76330      |
| Gueures              | 530               | 76730       | 76334      |
| Hermanville          | 111               | 76730       | 76356      |
| Lamberville          | 172               | 76730       | 76379      |
| Lammerville          | 327               | 76730       | 76380      |
| Lestanville          | 76                | 76730       | 76383      |
| Luneray              | 2 167             | 76810       | 76400      |
| Omonville            | 255               | 76730       | 76485      |
| Rainfreville         | 83                | 76730       | 76519      |
| Royville             | 216               | 76730       | 76546      |
| Saâne-Saint-Just     | 142               | 76730       | 76549      |
| Saint-Mards          | 194               | 76730       | 76604      |
| Saint-Ouen-le-Mauger | 172               | 76730       | 76629      |
| Sassetot-le-Malgardé | 84                | 76730       | 76662      |
| Thil-Manneville      | 450               | 76730       | 76690      |
| Tocqueville-en-Caux  | 129               | 76730       | 76694      |
| Vénestanville        | 147               | 76730       | 76731      |

## Démographie
| 1962  | 1968  | 1975  | 1982  | 1990   | 1999   | 2009 |
| ----- | ----- | ----- | ----- | ------ | ------ | ---- |
| 9 048 | 9 795 | 9 461 | 9 925 | 10 187 | 10 375 | -    |